# Jean-Antoine de Baïf
Pour les articles homonymes, voir Baïf.
Jean-Antoine de Baïf, né à Venise le 19 février 1532, et mort à Paris le 19 septembre 1589, est un poète français. Ami de Pierre de Ronsard et membre de la Pléiade, il se distingue comme le principal artisan de l'introduction en France d'une versification quantitative mesurée, calquée sur la poésie de l'Antiquité gréco-latine.

## Biographie
Jean-Antoine de Baïf était le fils naturel de Lazare de Baïf, ambassadeur à Venise au moment de sa naissance. Son père ne négligea rien pour son éducation. Il eut comme maître en latin Charles Estienne, et en grec Ange Vergèce, le savant crétois qui créa des fontes grecques pour François Ier.
À onze ans il devint l'élève de Jean Dorat, qu’il suivit au collège de Coqueret.
Sa production poétique est très importante, mais il n’a jamais connu un succès comparable à celui de Ronsard. Il a donné Les Amours (1552 et 1558) ; Les Météores, où il s’inspire des Géorgiques de Virgile (1567) ; le Passe-Temps (1573) ; Les Mimes, enseignements et proverbes (1581), ouvrage très original. On a en tout 9 livres de poèmes, 7 d’amours, 5 de jeux, 5 de passe-temps sous le titre d’Œuvres de poésies de Baïf, Paris, 1572.
Baïf, avide d'expérimentations littéraires, fut aussi un des pionniers du théâtre protoclassique avec ses amis de la Pléiade, avec lesquels il participa notamment à la Pompe du bouc. Au théâtre, on lui doit aussi la traduction de L'Eunuque de Térence, et du Brave (Miles gloriosus) de Plaute ; en 1573, dans les Euvres en rime, il donne une traduction de l'Antigone de Sophocle.
Il créa une Académie française avant celle de Richelieu. Deux femmes en étaient membres.
Du Bellay l’a qualifié de « docte, doctieur, doctime Baïf » ce qui, eu égard à l'impressionnante étendue de son savoir, était tout sauf ironique. Une partie de l'œuvre de Baïf est en latin ; on doit aussi au poète des réécritures des Métamorphoses d'Ovide, plus proches de la traduction que d'une réelle réécriture. Baïf peut-être considéré comme l'un des modèles de l'érudition humaniste.  
Baïf se distingue à la Cour de France, où il trouve en Catherine de Médicis, Charles IX puis Henri III un public attentif. La reine lui commande à plusieurs reprises des pièces poétiques. Une amitié semble se nouer entre Anne de Joyeuse, favori du roi Henri III, et Baïf dès 1581 : ce dernier est convié aux noces du duc et de la princesse Marguerite de Lorraine-Vaudémont, où il exerce le rôle de maître de la musique. La même année, Baïf réédite ses Mimes, qu'il dédie à Joyeuse. 
Néanmoins, définir Baïf comme simple poète courtisan serait éluder son militantisme pro-catholique durant les guerres de religion. Celui-ci s'attache à traduire les Psaumes « en intention de servir aux bons catholiques contre les psalmes des haeretiques », faisant concurrence à la traduction protestante de Clément Marot notamment. Cette traduction des Psaumes, en vers mesurés, découle d'un travail titanesque : le premier projet (Psautier A) date de 1569, le Psautier B de 1573. 
Vers la fin de sa vie, Baïf est ruiné et rongé par une maladie dont il fait état dans certains de ses poèmes. La journée de Coutras est marquée par le décès de son ami et mécène le duc de Joyeuse. Baïf publie en son honneur les Epitafes de feu monseigneur Anne de Joieuse, beau-frere du Roy : Duc Pair et Amiral de France, Gouverneur de Normandie. À Madame la Marechale de Joyeuse, qu'il dédie à la mère du défunt. Il s'adonne par ailleurs à une brève traduction du livre de Job, intitulée Job. Les IX Leçons des Vigiles. 

### Versification «mesurée à l'antique»
Le corpus de plus de 15 000 vers mesurés de Baïf occupe une place unique dans la littérature européenne de la Renaissance. Contrairement aux autres entreprises de versification dites « mesurées à l'antique », celle de Baïf est la seule de son genre parmi toutes les tentatives d'importer la métrique gréco-latine à reposer, comme ses modèles antiques, sur une prosodie formellement constituée et, qui plus est, essentiellement et authentiquement quantitative.

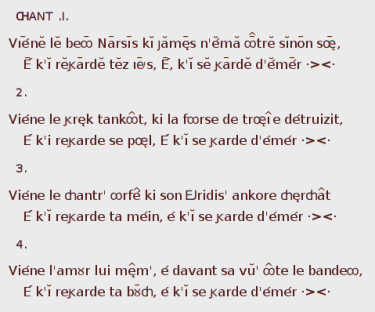
Jean Antoine de Baïf : Chansonnette I-65

La chansonnette (cf. colorisation les syllabes longues ou brèves) ci-contre est composée en distiques élégiaques (un hexamètre dactylique suivi d'un pentamètre dactylique). La graphie particulière de Baïf (Ę = È ; EJ = EU ; K crochet = G ; Ł = ILL ; N crochet = GN ; ꝏ = O fermé ; ȣ = OU, etc), visant à faciliter la scansion et, accessoirement, à révéler la prononciation, peut être transcrite de la manière suivante :
Vienne le beau Narcis qui jamais n'aima autre sinon soi,
Et qu'il regarde tes yeux, Et, qu'il se garde d'aimer.
Vienne le Grec tant caut, qui la force de Troie détruisit,
Et qu'il regarde ce poil, Et qu'il se garde d'aimer.
Vienne le chantre Orphé' qui son Eurydice encore cherchât
Et qu'il regarde ta main, et qu'il se garde d'aimer.
Vienne l'amour lui-même, et davant sa vue ôte le bandeau,
Et qu'il regarde ta bouche, et qu'il se garde d'aimer.
Les Étrénes de poézie Franzoęze an vęrs mezurés (1574), notamment, comportent des hexamètres dactyliques, tels que les étrennes : Au Roi ou les sept derniers poèmes du recueil.
Le système de Baïf est le seul à reposer sur une analyse exhaustive et raisonnée de la prosodie du français, en partie fondée sur de réelles oppositions de quantité qui sont fort bien attestées dans la langue française de cette période. On est donc en présence de vers authentiquement quantitatifs qui peuvent, au plein sens du terme, être appelés hexamètres (ou pentamètres) dactyliques.
Le manuscrit autographe fr.19140 conservé à la Bibliothèque nationale de France regroupe trois œuvres non publiées (Psautier A incomplet (1569), Psautier B complet (1573) et recueil de Chansonnettes), dont le premier, qui décrit la métrique de chaque poème, permet de déterminer à partir de la graphie spéciale employée par Baïf, les règles de quantité métrique qu'il utilise et qui sont directement adaptées de celles en vigueur en métrique antique. Sont ainsi des syllabes longues, celles qui se terminent par une consonne, qui comportent plusieurs voyelles (diphtongues) ou une de ses voyelles originales graphiquement longue (comprenant le O ouvert), sauf si, en fin de mot, elle est suivie par une voyelle, et sont des syllabes brèves, celles dont la voyelle est notamment un E féminin (muet) ou un O fermé. Mais la règle selon laquelle toute syllabe coiffée d'un macron ou d'un accent circonflexe est longue et que toute syllabe coiffée d'un micron est brève prévaut sur toutes les autres.
Baïf s'illustra également dans l'emploi de la strophe saphique, comme avec les étrennes : Au roi de Pologne, celles Aux trésoriers ou la Chanson XXIII du livre II des Chansonnettes.

## Mise en musique
Les vers mesurés à l'antiques de Baïf ne peuvent être dissociés de leur mise en musique voulu par leur auteur.
Le printemps (Revecy venir du printans) de Claude Le Jeune, publié en 1603, est un des meilleurs exemple du genre (il eut une influence sur Olivier Messiaen pour ses Cinq rechants).
Outre Claude Le Jeune, citons Jacques Mauduit, Roland de Lassus ou Eustache Du Caurroy comme compositeurs de la Renaissance.
En 1850, Charles Gounod compose une mélodie sur le poème Ô ma belle rebelle!. D'abord publiée chez Cramer & Co. à Londres en 1851, puis chez Brandus et Dufour à Paris en 1855, il s'agit de la deuxième d'un recueil de 6 mélodies pour voix et piano et d'un des sommets de la mélodie française.
À la même époque Benjamin Godard met en musique le poème Du printemps (La froidure paresseuse de l'hiver) pour voix et piano.
Reynaldo Hahn met en musique Vivons mignarde dans un cycle de chansons et madrigaux pour chœur a capella.

## Œuvres
- Les Amours (1552 et 1558)
- Les Météores (1567)
- Psautier A, manuscrit (1569)
- Œuvres de poésies de Baïf (1572)
- Psautier B, manuscrit (1573)
- Chansonnettes, manuscrit (les premières pages avec 25 des 202 chansons sont perdues)
- Passe-Temps (1573)
- Étrennes de poésie française (1574)
- Les Mimes, enseignements et proverbes (1581)
- Epitafes de feu monseigneur Anne de Joieuse, beau-frere du Roy : Duc Pair et Amiral de France, Gouverneur de Normandie. À Madame la Marechale de Joyeuse (1587 et 1588)
- Prières et Job. Les IX Leçons des Vigiles, imprimé conservé à la Bibliothèque nationale de France[6] (1587)

## Éditions modernes
- Prosper Blanchemain, Les Mimes, enseignements et proverbes de J.-A. de Baïf. Réimpression complète, collationnée sur les éditions originales avec préface et notes par Prosper Blanchemain, Paris, Léon Willem, Éditeur, 1880.
- Ch. Marty-Laveaux, Euvres en rime [...], Paris, A. Lemerre, 1881-1890.
  - En ligne : t. 1 ; t. 2 ; t. 3 ; t. 5
- Bailly, Auguste, « Les Epitaphes d’Anne de Joyeuse, duc et amiral de France, par Jean Antoine de Baïf », Revue d’Histoire littéraire de la France, 11ème année, n° 1, 1904, pp. 88-103.
- « Antigone », Théâtre français de la Renaissance. La Tragédie à l'époque d'Henri II et de Charles IX, première série, vol. 5 (1573-1575), Florence-Paris, Olschki-P.U.F., 1993, p. 1-69,  éd. de Simone Maser.
- Baïf, Jean-Antoine de, Œuvres complètes, publiées sous la direction de Jean Vignes, Paris, Honoré Champion, 2002-2006.
- Olivier Bettens, Œuvres en vers mesurés, édition en ligne avec mise en évidence de la métrique, 2006, site virga.org